# Quinton, Oklahoma
Quinton är en ort i Pittsburg County i delstaten Oklahoma, USA.